# Peter Högardh
Peter Högardh, född 25 maj 1976 i Halmstad  är en svensk före detta ishockeyspelare. Han var forward och spelade sista säsongerna för Rögle BK i Elitserien. Han spelade också för Frölunda HC, MODO Hockey och SCL Tigers. Högardh avslutade 2010 sin karriär på grund av skador. Peter Högardh arbetar nu som försäljningschef på Hotel Tylösand.

## Klubbar
- Rögle BK
- Duisburg
- SCL Tigers
- MODO Hockey
- Blues
- UJK
- Lukko
- Frölunda HC
- Halmstad Hammers
- Veddige HK Moderklubb